# (37881) 1998 FL48
1998 FL48 (asteroide 37881) é um asteroide da cintura principal. Possui uma excentricidade de 0.03700500 e uma inclinação de 3.29279º.
Este asteroide foi descoberto no dia 20 de março de 1998 por LINEAR em Socorro.